# وسط إيران

محافظات وسط إيران

وسط إيران أو إيران الوسطى (بالفارسية: ایران مرکزی) هي منطقة من المنحدرات الجنوبية لجبال ألبرز في الشمال، وجبال زاغروس في الجنوب، وسلسلة الجبال الإيرانية الوسطى [الإنجليزية]، وصحراء دشت كوير.
وتشمل محافظات أصفهان ويزد وشهار محل وبختياري والمركزي وقزوين والبرز وطهران وقم وسمنان.

## المناخ
- مناخ صحراوي حار في الصحاري.
- مناخ صحراوي بارد في الجبال الوسطى.
- مناخ قاري رطب [الإنجليزية] على الأنهار.
- مناخ شبه جاف بارد في الجبال العالية.[1]

## طالع أيضًا
- الشمال الغربي الإيراني
- الشمال الإيراني [الإنجليزية]
- الغرب الإيراني [الإنجليزية]
- الشرق الإيراني [الإنجليزية]
- الجنوب الإيراني [الإنجليزية]